# Leucotmemis hemileuca
Leucotmemis hemileuca är en fjärilsart som beskrevs av Butler 1876. Leucotmemis hemileuca ingår i släktet Leucotmemis och familjen björnspinnare. Inga underarter finns listade i Catalogue of Life.